# Mori Building Digital Art Museum
El Mori Building Digital Art Museum (森ビルデジタルアートミュージアム：チームラボボーダレス), inaugurado el 21 de junio de 2018, en Tokio (Japón) y creado por el colectivo artístico TeamLab Borderless, es el primer museo de arte digital de carácter permanente a nivel mundial, en un contexto en el que el desarrollo y la evolución tecnológica avanzan a un ritmo frenético y en una localización geográfica donde la tecnología juega un papel fundamental en la construcción de la identidad nacional.

## Contexto Tecnológico
Esta iniciativa, capaz de combinar manifestaciones artísticas con diferentes tipologías tecnológicas, demuestra que las diferentes ventajas aportadas por la aplicación de estas últimas en la industria cultural son innegables y pone de manifiesto que la era digital no representa un futuro posible, sino una realidad presente, por lo que muchas instituciones culturales, se han visto obligadas a reinventarse para poder encajar en una sociedad cada vez más colaborativa y global.
El Mori Building Digital Art Museum, demuestra que el trepidante desarrollo de la tecnología, ha provocado el replanteamiento y la transformación de varias instalaciones museísticas, en las que el espacio virtual y el arquitectónico se complementan y está generando nuevas formas de creación artística, así como una nueva conceptualización y revaloritzación de la propia obra artística, fomentando la sensibilización alrededor de la diversidad de expresiones culturales y una mayor libertad por parte de los artistas para aprovechar las ventajas que brinda la nueva era digital para crear nuevos lenguajes. De este modo, la exposición rompe con los preceptos museísticos clásicos, establecidos desde el siglo XVII, que los definían como instituciones conservadoras y académicas, para dotar de un nuevo sentido y concepción al término museo.

## Localización
Esta instalación está situada en el complejo de Palette Town, en la isla artificial de Odaiba, una extensa superficie en la bahía de Tokio construida en 1853 como fortaleza defensiva y como barrera de protección contra los ataques marítimos . Extendida a finales del siglo XX, la isla dejó entonces atrás su historia militar y adquirió un aspecto más industrial, generando grandes áreas de ocio, extensas zonas de viviendas, hoteles y comercios y convirtiéndose en una destacada zona de ocio y en uno de los destinos más populares y recorridos por el turismo nacional e internacional. En la actualidad, este pequeño paraíso dentro de la ciudad de Tokio, ha devenido la cumbre de la cultura futurista nipona, albergando edificios célebres como Fuji TV, del arquitecto Kenzo Tange o el Museo Nacional de Ciencias Emergentes e Innovación, denominado el Miraikan, templo de la tecnología japonesa .

## Características Generales
La innovadora y pionera exposición hace uso de la tecnología más avanzada para proyectar animaciones en todas las superficies disponibles: paredes, suelos, espejos, objetos e, incluso, visitantes y cuenta con un total de 520 ordenadores y 470 proyectores, distribuidos en 10.000 m² y divididos en dos plantas. Desde Panasonic hasta Epson, suministran el sofisticado equipamiento que requiere esta espectacular exposición de arte digital. Los diferentes espacios que conforman esta instalación están realizados a partir de la tecnología del video mapping, a través de la que las diferentes obras reaccionan al movimiento y al tacto, invitando al espectador a integrarse y a interactuar con ellas, a experimentar y a denifirlas por sí mismos y por los que los rodean . Tal como indican desde el colectivo artístico, las obras no son ni animaciones pregravadas, ni imágenes en bucle, sino que están realizadas a tiempo real  a diferencia de lo que se puede observar en otras exposiciones de arte digital itinerantes. Así pues, supone un reto museográfico, ya que su complejo funcionamiento exige que los diferentes proyectores tienen que diseñarse y programarse para trabajar coordinados, mientras que los ordenadores procesan los gráficos en el acto.
Como resultado de esta tecnología obtenemos obras de dimensión monumental, con un carácter futurista e inmaterial, es decir, no son palpables ni perceptibles físicamente, sino que son interactivas y modificables, por lo que están expuestas a una transformación constante. De este modo, las anteriores formas de las respectivas obras nunca podrán ser repetidas y, en consecuencia, la obra es infinita .
Es importante aclarar que, en todo momento, tal interacción está acompañada de música y de diferentes efectos sonoros que ayudan a crear esta atmósfera fantasiosa y activan otro sentido: el oído.

En el Mori Building Digital Art Museum, las obras no están delimitadas, se disuelven los bordes y marcos que las separan y estas se expanden por toda la instalación, comunicándose las unas con las otras, confluyendo y mezclándose entre sí .
“TeamLab pretende explorar una nueva relación entre los seres humanos y la naturaleza, y entre uno mismo y el mundo a través del arte. La tecnología digital ha permitido al arte liberarse de aquello físico y trascender fronteras. TeamLab no ve límites entre los seres humanos y la natura, y entre un mismo y el mundo: uno está en el otro y el otro en uno. Todo existe en una continuidad de vida larga, frágil pero a la vegada milagrosa, sin fronteras”  .
Se presentan los artistas, a modo de manifiesto. Consecuentemente, el museo no dispone de mapas ni direcciones, sino solo de las cartelas a la entrada de cada obra que indican su nombre, invitando al espectador a guiarse por sus estímulos e instinto y aconteciendo una experiencia única, completamente inmersiva y multisensorial, en la que el visitante puede dejar fluir su creatividad e imaginación . Pero la exposición no se limita a crear grandes espectáculos visuales, sino que establece un paralelismo entre la interacción cooperativa de los visitantes en el espacio interior y su vida exterior, de forma que pretende concienciarlos de su entorno y de la presencia de los otros, y de cómo es posible cambiar el mundo a través de las acciones colectivas .

## Distribución
El museo contiene aproximadamente un total de cincuenta obras en su interior, todas a gran escala, distribuidas en cinco áreas diferentes.

### Borderless World[9]
Esta primera área ocupa todo el primer piso y está dividida libremente en varios subespacios y planos abiertos, donde se pueden admirar los diferentes montajes. Destacan numerosas obras como, por ejemplo: Monte of Flowers and People, donde las flores animadas florecen alrededor de cualquier persona que se quede estática o desprenden sus pétalos al ser pisadas; Crystal World, una sala llena de hilos de luces LED que cuelgan del techo sobre suelos y paredes formados por espejos; y Water Particles on a Rock where People Gather, un lugar donde los visitantes pueden reunirse alrededor de una roca en el fondo de una cascada, convirtiéndose en rocas más pequeñas que cambian el flujo del agua que cae desde el espacio superior .

### Athletics Forest[11]
TeamLab Athletic Forest, situado en la planta superior, expone un universo en tres dimensiones, que trata de entrenar la capacidad de reconocimiento espacial al fomentar el crecimiento del hipocampo del cerebro e invita a los visitantes a utilizar sus cuerpos para participar en la obra de arte. Piezas cómo Boing Boing Universe requieren un cierto esfuerzo físico, puesto que los visitantes tienen que distorsionar el espacio saltando o deslizando para crear nebulosas y estrellas. Por otro lado, en Weightless Monte of Resonating Life, los globos físicos se convierten en objetos de luz, cambiando de color con el contacto humano.

### Future Park[11]
Este espacio, situado en la planta superior, nace como un proyecto educativo basado en el concepto de “creatividad colaborativa” y “co-creación”, para fomentar la creación creativa cooperativa, con el fin de convertir los actos creativos individuales en actividades co-creativas en las que las personas trabajen juntas libremente. En Future Park, los visitantes podrán idear y plasmar su propia criatura que, más tarde, cobrará vida o podrán deslizarse por toboganes repletos de frutas virtuales.

### Forest of the Resonating Lamps[7]
Forest of the Resonating Lamps es uno de los recintos más fotografiados y compartidos en las redes sociales del museo y de los únicos delimitados por cuatro paredes formadas por diferentes espejos. En este, centenares de luces circulares brillan suspendidas desde el techo, cambiando de color a medida que los visitantes avanzan por el espacio y simulan, de manera digital, el impresionante efecto de la ceremonia de la llegada de los cerezos en flor, un acontecimiento que forma parte de la cultura nacional japonesa.

### En Tea House[12]
En la casa de té En Tea House, situada en la planta superior, el visitante puede tomar un té en el que van brotando diferentes flores con cada trago y, una vez acabada la sustancia, la obra de arte desaparece con esta. Tal como puntualiza el sitio web oficial: 
“El té en la taza deviene un mundo infinito en el que las flores continúan floreciendo” y anima a beber en un mundo de expansión infinita .

## Aplicación
Tal y como se ha indicado anteriormente, en este museo, las obras de arte no tienen explicaciones ni información adicional que las complemente. Por este motivo, el establecimiento cuenta con una aplicación para dispositivos móviles llamada TeamLab App, disponible en la App Store y en Google Play, que permite a los visitantes acceder a la explicación de las diferentes obras y a ampliar su conocimiento sobre estas. Aun así, la aplicación también ofrece la opción de interactuar con alguna de las obras a través de estos dispositivos .